# Амори де Монфор (сеньор д’Эпернон)
Амори де Монфор (фр. Amaury de Montfort; умер после 1133) — сеньор д’Эпернон, сын Менье де Монфора и Элизабет.

## Биография
Впервые в источниках Амори упоминается вместе с отцом, матерью и младшим братом Гильомом в недатированной хартии, по которой монахам аббатства Сень-Пьер в Шартре был предоставлен свободный проход в Сен-Пиа. Также он упоминается в 1133 году как сеньор д’Эпернон, вероятно унаследовав Эпернон после смерти отца.
Год смерти Амори неизвестен. Также неизвестно, кто унаследовал Эпернон после него. После угасания данной ветви Эпернон перешёл к представителям старшей ветви рода Монфор-л’Амори, потомкам Симона I де Монфора, но неизвестно точно, когда это произошло.

## Брак и дети
Имя жены Амори неизвестно. Дети:
- Симон[1];
- Менье[1].